# سیارک ۲۳۴۶۹
سیارک ۲۳۴۶۹ (به انگلیسی: 23469 Neilpeart، نامگذاری:1990SY3) بیست و سه هزار و چهارصد و شصت و نهمین سیارک کشف شده‌است که در ۲۲ سپتامبر ۱۹۹۰ کشف شد.
قدر مطلق سیارک برابر ۲۹.۵ است.